# Andrzej Wójs
Andrzej Wójs (ur. 5 grudnia 1979 w Nowym Sączu) – polski kajakarz, medalista mistrzostw świata i mistrzostw Europy, olimpijczyk z Atlanty 1996 i Sydney 2000, zawodnik nowosądeckiego Startu.
Zawodnik specjalizujący się w konkurencji C-2 slalom. Jako Junior zdobył w roku 1996 srebrny medal mistrzostw świata juniorów w konkurencji C-2 x 3 slalom (partnerem w osadzie był Sławomir Mordarski a drużynę tworzyli Konrad Korzeniewski, Marek Kowalczyk, Krzysztof Nosal, Jarosław Nawrocki) oraz został mistrzem Europy juniorów w konkurencji C-2 slalom (wraz ze Sławomirem Mordarskim) w latach 1995, 1997  oraz w konkurencji C-1 x 3 slalom drużynowy w roku 1997. Był również wicemistrzem Europy juniorów w roku 1995 w konkurencji C-2 x 3 slalom (drużynowo).
Dwukrotny brązowy medalista mistrzostw świata:
- w roku 2002 w konkurencji C-2 x 3 slalom (partnerem w osadzie był Sławomir Mordarski a drużynę tworzyli: Jarosław Miczek, Wojciech Sekuła, Bartłomiej Kruczek, Dariusz Wrzosek),
- w roku 2003 w konkurencji C-2 x 3 slalom (partnerem w osadzie był Sławomir Mordarski a drużynę tworzyli: Jarosław Miczek, Wojciech Sekuła, Marcin Pochwała, Paweł Sarna),

Srebrny medalista mistrzostw Europy w roku 1996 w konkurencji C-2 x 3 slalom (drużynę tworzyli Krzysztof Kołomański, Michał Staniszewski, Konrada Korzeniewski, Jarosław Nawrocki.:
Wielokrotny medalista mistrzostw Polski:
- złoty
  - w konkurencji C-2 slalom w latach 2003[3], 2005[4]
  - w konkurenci C-2 x 3 slalom drużynowo w latach 2003, 2004, 2005
- brązowy
  - w konkurencji C-2 slalom w roku 2004[5]

Na igrzyskach w Atlancie i Sydney wystartował w konkurencji C-2 slalom (partnerem był Sławomir Mordarski) zajmując odpowiednio 15. i 6. miejsce.